# Пластичність гірських порід
Пластичність гірських порід — властивість гірських порід змінювати свою форму (деформуватися) без мікроскопічних порушень зв'язності (суцільності) під дією механічного навантаження.
Глинисті породи, леси, мергелі, крейда, ґрунти, що залягають на поверхні Землі, набувають пластичності за певних умов зволоження, глибинні гірські породи — під дією температури й тиску (пластичність збільшується із зростанням температури і тиску). Породи, які ведуть себе у звичайних умовах як крихкі, при підвищених тисках і температурах набувають явно виражених пластичних властивостей. Це треба враховувати при розробці покладів на великих глибинах. Наприклад, здатність до пластичних деформацій у вапняків та алевролітів з'являється вже при тиску близько 50 МПа, у ангідридів — бл. 100 МПа, пісковиків — понад 400 МПа. Найбільш пластичні глини, графіт, кам. сіль.
Пластичність гірських порід залежить від мінерального складу. Наявність жорстких кварцових зерен та польового шпату у породі зменшує її пластичність. Пластичність вугілля залежить від вмісту в ньому вуглецю. При переході від малометаморфізованого вугілля до антрацитів пластичність зменшується в 30 разів. Щодо глинистих порід, то в залежності від ступеня їх зволоженості вони можуть бути крихкими, пластичними і текучими.
Межі П. глинистих порід — це значення вологості породи (в %), при яких відбувається перехід породи з крихкого стану у пластичний і з пластичного — у текучий (відповідно нижня границя пластичності ωn і верхня границя пластичності — границя текучості ωm).
Число пластичності
Ф = ωm — ωn
характеризує діапазон вологості, у межах якого порода знаходиться у пластичному стані. З підвищенням числа пластичності глин зростає їх стисливість і водопроникність.